# Juan de Fuca
Juan de Fuca, vero nome Ioánnis Fokás (in greco Ιωάννης Φωκάς?) (Cefalonia, 1536 – Cefalonia, 1602), è stato un navigatore ed esploratore greco che servì la Spagna all'epoca di Filippo II, noto soprattutto per la sua pretesa di aver esplorato lo Stretto di Anián. Da lui prende il nome lo stretto di Juan de Fuca, che si trova lungo il confine marittimo tra gli Stati Uniti e il Canada.

## La famiglia e la gioventù
Suo nonno Emmanouíl Fokás (Εμμανουήλ Φωκάς) fuggì da Costantinopoli in seguito alla caduta della città del 1453, insieme al fratello Andrónikos (Ανδρόνικος). I due si stabilirono nel Peloponneso, dove Andronico decise di restare, mentre Emmanouíl nel 1470 si trasferì sull'isola di Cefalonia. Iákovos (Ιάκωβος), il padre di Juan de Fuca, si stabilì nel villaggio di Valeriáno (Βαλεριάνο) e venne soprannominato "il Valeriáno Fokás" per distinguerlo dai fratelli.
Ioánnis nacque in quel villaggio nel 1536; si sa molto poco della sua vita prima che entrasse al servizio della Spagna, verso il 1555.

### Il nome
L'origine del nome dell'uomo passato alla storia come Juan de Fuca è piuttosto confusa. Mentre Juan de Fuca è chiaramente l'adattamento spagnolo di Ioánnis Fokás, alcune fonti indicano che il suo vero nome fosse Apóstolos Valeriános (Απόστολος Βαλεριάνος).
È possibile che il suo nome di battesimo fosse Apóstolos e solo in seguito abbia adottato il nome Ioánnis/Juan perché in Spagna Apóstol è un nome piuttosto insolito. Posto che Fokás/Fuca era il cognome portato dal nonno e dal padre del navigatore, è probabile che Valeriános fosse un soprannome usato nella sua isola d'origine che però in Spagna non avrebbe avuto alcun significato.

## L'inizio della carriera
I primi viaggi di Juan de Fuca furono verso l'Estremo oriente; egli affermò di essere arrivato nella Nuova Spagna nel 1587, vicino a  Cabo San Lucas, nella Baja California, quando il corsaro inglese Thomas Cavendish catturò il suo galeone, abbandonandolo sulla costa.

## I viaggi verso nord
Secondo il racconto di de Fuca, egli intraprese due viaggi di esplorazione agli ordini del viceré della Nuova Spagna Luis de Velasco, entrambi con l'intento di trovare il favoloso Stretto di Anián, che avrebbe condotto al Passaggio a nord-ovest, la via marittima che unisce nell'emisfero nord l'oceano Atlantico e l'oceano Pacifico.
Al primo viaggio presero parte 200 soldati a bordo di tre navi leggere, sotto il comando di un capitano dell'esercito spagnolo (mentre de Fuca era la guida e il comandante delle navi), con l'incarico di trovare lo Stretto di Anián e di fortificarlo per difenderlo dagli inglesi. La spedizione fallì quando, presumibilmente per il comportamento scorretto del capitano, i soldati si ammutinarono e fecero ritorno in California.
Nel 1592, con il secondo viaggio, de Fuca ebbe invece successo. Salpato verso nord con una caravella e una pinaccia con pochi marinai armati, tornò ad Acapulco sostenendo di aver trovato lo stretto, con una grande isola all'imboccatura, verso i 47° nord di latitudine. Secondo il suo racconto trascorse più di venti giorni esplorando le molte isole dello stretto che descrisse (non sorprendentemente) come fertili e ricche di '"oro, argento, perle ed altre cose come la Nuova Spagna" ; disse inoltre di essere dovuto ritornare alla civiltà con i suoi uomini a causa della ferocia dei nativi.
Tuttavia, nonostante le ripetute promesse di Velasco, de Fuca non ricevette mai le grandi ricompense che sosteneva essergli dovute. Dopo due anni, spinto dallo stesso viceré, andò in Spagna per portare a giudizio di persona il suo caso. Nuovamente deluso e disgustato dagli spagnoli, l'ormai anziano greco decise di ritirarsi a casa sua, a Cefalonia, ma nel 1596 fu convinto da un inglese, un certo Michael Lok, ad offrire i suoi servigi alla nemica giurata della Spagna Elisabetta I d'Inghilterra. I piani di Lok e de Fuca non ebbero alcun seguito ma fu grazie al racconto di Lok che la storia di de Fuca fu riportata in documenti inglesi.

## Discussioni
Dal momento che l'unica testimonianza scritta dei viaggi di de Fuca è il racconto di Lok - i ricercatori non sono riusciti a trovare traccia delle sue spedizioni negli archivi coloniali spagnoli - da molto tempo si discute sulla realtà delle sue scoperte e c'è chi dubita persino che sia stato una persona realmente esistita; diversi studiosi hanno considerato de Fuca un personaggio completamente immaginario e il celebre Capitano Cook negò con forza che lo stretto che de Fuca sosteneva di aver scoperto esistesse davvero. Tuttavia, dopo la successiva esplorazione e colonizzazione della zona da parte degli inglesi, le affermazioni di de Fuca suonarono meno incredibili.
Finalmente, nel 1859, un ricercatore statunitense, con l'aiuto del console americano nelle isole Ionie riuscì a dimostrare non solo che de Fuca era realmente esistito, ma anche che la sua famiglia e la sua storia erano ben conosciute sulle isole.

## L'eredità
Quando il capitano inglese Charles William Barkley riscoprì lo stretto che de Fuca aveva descritto, lo battezzò con il suo nome.
Da lui prende il nome anche la Placca Juan de Fuca, la placca tettonica che giace sotto gran parte della linea costiera che esplorò, oltre che la piccola dorsale oceanica omonima che la separa dalla placca pacifica.